# Alcara li Fusi
Alcara li Fusi là một đô thị ở tỉnh Messina trong vùng Sicilia của Italia, có vị trí cách khoảng 120 km về phía đông của Palermo và vào khoảng 80 km về phía tây của Messina. Tại thời điểm ngày 31 tháng 12 năm 2004, đô thị này có dân số 2.339 người và diện tích là 62,3 km².
Alcara li Fusi giáp các đô thị: Cesarò, Longi, Militello Rosmarino, San Fratello, San Marco d'Alunzio.